# بازمانده (کتاب)
بازمانده (انگلیسی: Survivor) عنوان کتابی است از چاک پالانیک نویسنده و مقاله‌نویس آمریکایی در قالب طنز و کمدی سیاه که در سال ۱۹۹۹ میلادی منتشر گردید. 

## ترجمه فارسی
این کتاب تحت عنوان «بازمانده» توسط فرناز بهنام‌نیا ترجمه و توسط نشر مهرگان خرد در ایران به چاپ رسیده است